# Józef Kamiński (kompozytor)
Józef Kamiński (ur. 4 listopada?/17 listopada 1903 w Odessie, zm. 14 października 1972 w Tel Awiwie) – polsko-izraelski kompozytor i skrzypek żydowskiego pochodzenia. Syn Ester Rachel i Abrahama Izaaka Kamińskich, brat Idy i Reginy.
Studiował w Berlinie i Wiedniu. Komponował muzykę dla teatru i pracował jako koncertmistrz orkiestry radiowej. W 1937 wyemigrował do Palestyny i osiadł w Tel Awiwie, gdzie zmarł. Wcześniej pracował jako koncertmistrz Izraelskiej Orkiestry Symfonicznej.